# ابددان

لوحهٔ برنزی با نوشته‌ای از شاه اَبدَدانَ که پیش از ۱۹۳۰ میلادی توسط ارنست هرتسفلد در همدان کشف شد و اکنون در موزهٔ متروپولیتن نیویورک نگهداری می‌شود.

اَبدَدانَ یا اَبدَدانا سرزمینی در غرب ماد بود که در سنگ‌نوشته‌ها و سالنامه‌های سلطنتی آشوری نو به آن اشاره شده‌است. آشوری‌ها، اسب و خراج‌های دیگری از آن‌جا دریافت می‌کردند. در سنگ‌نوشتهٔ شلمنسر سوم، این سرزمین در جنوب شرق پارسوا و شمال شرق بیت همبان قرار گرفته‌است. آداد-نراری سوم شاه آشوری، ادعا می‌کند که آن‌جا را فتح کرده‌است؛ بر پایهٔ سنگ‌نوشتهٔ وی، ابدَدانَ در بین البریا و نائیری واقع شده‌است. لشکرکشی او علیه این سرزمین و کشورهای همسایه‌اش در سال ۸۰۲ پیش از میلاد روی داد.
در متون آشوری در وقایع بخش دوم از سدهٔ هشتم پیش از میلاد، این سرزمین همیشه بیت ابدَدانی نامیده می‌شد. در سال ۷۴۴ پیش از میلاد، تیگلات-پیلسر سوم، کیت‌پاتیا، شهری متعلق به بیت ابدَدانی را تسخیر کرد، جایی که شاهزاده‌ای با نام اکدی «مَننو-کیمَ-شابی» فرمانروایی می‌کرد. در سنگ‌نوشتهٔ تیگلات-پیلسر سوم که در سال ۷۲۸ پیش از میلاد نوشته‌شده، بیت ابدَدانی به‌عنوان ایالتی از امپراتوری آشور به‌همراه نمر، بیت همبان، پارسوا، بیت زاتی و غیره ذکر شده‌است.
در سال ۷۱۶ پیش از میلاد، سارگون دوم در طی هشتمین لشکرکشی خود، از بیت ابدَدانی، نمر، سنگیبوتو و کشور «مادهای نیرومند»، باج و خراج دریافت کرد. نام ابدَدانَ در لوحه‌ای برنزی که در همدان کشف‌شده و توسط هرتسفلد منتشر گردیده، ذکر شده‌است. هرتسفلد این لوحه را به اواخر سدهٔ سیزدهم پیش از میلاد مربوط می‌داند اما دیاکونوف معتقد است که باید آن را به سدهٔ دهم یا نهم پیش از میلاد تاریخ‌گذاری کرد. به احتمال قوی، ابدَدانَ نامی کاسی بود و مردمان آن در سدهٔ هشتم و نهم پیش از میلاد، منشأ کاسی داشتند.

## لوح شاه ابددان
این لوح برنزی در سال ۱۹۲۹ میلادی توسط ارنست هرتسفلد در همدان خریداری شد و در سال ۱۹۵۲ موزه متروپولیتن این کتیبه را از او خرید. فروشنده این لوح به ارنست هرتسفلد اظهار کرده بود که کتیبه در شمال همدان کشف شده است. تاکنون از این کتیبه دو ترجمه منتشر شده است، ترجمه اول از ارنست هرتسفلد می‌باشد که شرح متن بدون تغییر این لوح است و ترجمه دوم نیز از ایگور دیاکونوف است که با فرض وجود چند غلط نوشتاری از کاتب باستانی این لوح و ایجاد تغییرات در متن آن ترجمه شده است.
بر طبق ترجمه ارنست هرتسفلد، این لوح به بابلی نگاشته شده و شرح یک حکم دولتی است. در متن آن چنین آمده است که پادشاه شهر اَبدَدانا (غرب ماد)، پس از مشاهده رویایی ناخوشایند، دستور می‌دهد تا یک تاجر آشوری از پرداخت هرگونه خراج معاف گردد. متن حکم مقرر می دارد که این تاجر از این پس بدون تمکین در برابر خراج‌های پادشاه اَبدَدانا، آزادانه از قلمرو ماد عبور کند و به تجارت بپردازد. مطابق با آنچه در کتیبه آمده، سهم معافیت او دو دست لباس فاخر و یک کوزه آبجو تعیین شده بود. در مقدمه لوح، نویسنده با سوگند به ایزدان بابلی و آشوری (ایشتار، شمش و بئل ماتاتی) آغاز می‌کند و در خاتمه، هر کس را که در آینده از اجرای این فرمان سرپیچی ورزد، از نفرین خدایان (ایشتار، بانوی شهر) بر خود بیم می دارد.
آنچه این سند را متمایز می سازد، ترکیب زبانی آن است، اگرچه متن اصلی بابلی است، اما نشانه‌هایی آشوری در خط و ساخت برخی واژگان دیده می‌شود و بر خلاف بسیاری از کتیبه‌های هم دوره، از قواعد یکسانی پیروی نمی‌کند. همچنین، دیاکونوف معتقد است واژه bēl āli موجود در متن آکدی دقیقاً برابر واژه vispati (سرور همه ایرانی ها) است؛ این واژه پارسی احتمالاً از زبان مادی وارد متن شده و نشان می‌دهد که نگارش لوح دست کم به دوره‌ای باز می گردد که مادها در زاگرس تأثیر گذار بودند (سده نهم پیش از میلاد یا پس تر). علاوه بر این، هرتسفلد معتقد است اشاره به پرداخت خراج تجّار آشوری به حاکمان ماد حکایت از آن دارد که تاریخ صدور این فرمان می باسیت پیش از اولین حملات امپراتوری آشور به سرزمین‌های ماد باشد (۸۵۰ تا ۷۵۰ پیش از میلاد).
علاوه بر آن ویژگی دیگری که این لوح را متمایز می‌کند جنس آن است که بر روی فلز برنز نوشته شده است در صورتی که کتیبه‌های آشوری و بابلی را بر روی گِل پخته شده می نوشتند. این امور احتمالاً نشان دهنده دخیل بودن سه فرهنگ متفاوت در نگارش آن است: خود پادشاه اَبدَدانای ماد، تاجر آشوری و احتمالاً کاتب بابلی (یا دست کم آموزش دیده به سبک بابلی).